# Szwajcaria na Letnich Igrzyskach Olimpijskich 1992
Szwajcarię na Letnich Igrzyskach Olimpijskich 1992 reprezentowało 102 zawodników: 73 mężczyzn i 29 kobiet. Był to 21 start reprezentacji Szwajcarii na letnich igrzyskach olimpijskich.

## Zdobyte medale
| Medal | Zawodnik    | Dyscyplina   | Konkurencja             | Rezultat                                                             |
| ----- | ----------- | ------------ | ----------------------- | -------------------------------------------------------------------- |
| Złoto | Marc Rosset | Tenis ziemny | gra pojedyncza mężczyzn | w finale pokonał Hiszpana Jordi Arrese 3:2 (7:6, 6:4, 3:6, 4:6, 8:6) |

## Skład kadry

### Badminton
Kobiety
- Silvia Albrecht - gra pojedyncza - 17. miejsce,
- Bettina Villars - gra pojedyncza - 33. miejsce,
- Bettina Villars, Silvia Albrecht- gra podwójna - 17. miejsce.

### Gimnastyka
Mężczyźni
- Michael Engeler

wielobój indywidualnie - 25. miejsce,
ćwiczenia wolne - 34. miejsce,
skok przez konia - 23. miejsce,
ćwiczenia na poręczach - 32. miejsce,
ćwiczenia na drążku - 67. miejsce,
ćwiczenia na kółkach - 55. miejsce,
ćwiczenia na koniu z łękami - 31. miejsce,
- Daniel Giubellini

wielobój indywidualnie - 54. miejsce,
ćwiczenia wolne - 51. miejsce,
skok przez konia - 23. miejsce,
ćwiczenia na poręczach - 38. miejsce,
ćwiczenia na drążku - 88. miejsce,
ćwiczenia na kółkach - 40. miejsce,
ćwiczenia na koniu z łękami - 38. miejsce,
- Oliver Grimm

wielobój indywidualnie - 67. miejsce,
ćwiczenia wolne - 85. miejsce,
skok przez konia - 37. miejsce,
ćwiczenia na poręczach - 61. miejsce,
ćwiczenia na drążku - 60. miejsce,
ćwiczenia na kółkach - 62. miejsce,
ćwiczenia na koniu z łękami - 73. miejsce,
- Flavio Rota

wielobój indywidualnie - 75. miejsce,
ćwiczenia wolne - 51. miejsce,
skok przez konia - 85. miejsce,
ćwiczenia na poręczach - 81. miejsce,
ćwiczenia na drążku - 72. miejsce,
ćwiczenia na kółkach - 80. miejsce,
ćwiczenia na koniu z łękami - 63. miejsce,
- Erich Wanner

wielobój indywidualnie - 79. miejsce,
ćwiczenia wolne - 56. miejsce,
skok przez konia - 63. miejsce,
ćwiczenia na poręczach - 81. miejsce,
ćwiczenia na drążku - 83. miejsce,
ćwiczenia na kółkach - 69. miejsce,
ćwiczenia na koniu z łękami - 82. miejsce,
- Markus Müller

wielobój indywidualnie - 83. miejsce,
ćwiczenia wolne - 71. miejsce,
skok przez konia - 63. miejsce,
ćwiczenia na poręczach - 83. miejsce,
ćwiczenia na drążku - 90. miejsce,
ćwiczenia na kółkach - 88. miejsce,
ćwiczenia na koniu z łękami - 69. miejsce,
- Michael Engeler, Daniel Giubellini, Oliver Grimm, Flavio Rota, Erich Wanner, Markus Müller - wielobój drużynowo - 11. miejsce.

### Jeździectwo
- Otto Hofer - ujeżdżenie indywidualnie - 14. miejsce,
- Ruth Hunkeler - ujeżdżenie indywidualnie - 25. miejsce,
- Doris Ramseier - ujeżdżenie indywidualnie - 32. miejsce,
- Otto Hofer, Ruth Hunkeler, Doris Ramseier - ujeżdżenie drużynowo - 6. miejsce,
- Markus Fuchs - skoki przez przeszkody indywidualnie - 12. miejsce,
- Thomas Fuchs - skoki przez przeszkody indywidualnie - 16. miejsce,
- Lesley McNaught-Mändli - skoki przez przeszkody indywidualnie - nie ukończyła rundy finałowej,
- Willi Melliger - skoki przez przeszkody indywidualnie - 61. miejsce,
- Thomas Fuchs, Lesley McNaught-Mändli, Markus Fuchs, Willi Melliger - skoki przez przeszkody drużynowo - 5. miejsce.

### Judo
Kobiety
- Gisela Hämmerling waga do 61 kg - 16. miejsce,

Mężczyźni
- Eric Born waga do 65 kg - 36. miejsce,
- Laurent Pellet waga do 71 kg - 22. miejsce,
- Olivier Schaffter waga do 78 kg - 22. miejsce,
- Daniel Kistler waga do 86 kg - 7. miejsce.

### Kajakarstwo
Kobiety
- Ingrid Haralamow-Raimann - K-1 500 m - odpadła w półfinale.

Mężczyźni
- Roberto Liberato

K-1 500 m - 6. miejsce,
K-1 1000 m - odpadł w półfinale,
- Thomas Brunold - kajakarstwo górskie - K-1 - 18. miejsce,
- Ralph Rhein - kajakarstwo górskie - K-1 - 32. miejsce,
- Ueli Matti, Peter Matti - kajakarstwo górskie - C-2 5. miejsce.

### Kolarstwo
Kobiety
- Luzia Zberg - kolarstwo szosowe wyścig ze startu wspólnego - 8. miejsce,
- Petra Walczewski - kolarstwo szosowe wyścig ze startu wspólnego - 22. miejsce,
- Barbara Heeb - kolarstwo szosowe wyścig ze startu wspólnego - 43. miejsce.

Mężczyźni
- Urs Güller - kolarstwo szosowe wyścig ze startu wspólnego - 13. miejsce,
- Roland Meier - kolarstwo szosowe wyścig ze startu wspólnego - 19. miejsce,
- Armin Meier - kolarstwo szosowe wyścig ze startu wspólnego - 70. miejsce,
- Thomas Boutellier, Roland Meier, Beat Meister, Theodor Rinderknecht - kolarstwo szosowe jazda drużynowa na czas na 100 km - 7. miejsce,
- Rolf Furrer - kolarstwo torowe - sprint - odpadł w eliminacjach,
- Rocco Travella - kolarstwo torowe - wyścig na 1 km ze startu zatrzymanego - 16. miejsce,
- Viktor Kunz - kolarstwo torowe - wyścig na 4000 m na dochodzenie,
- Andreas Aeschbach - kolarstwo torowe - wyścig punktowy - 8. miejsce.

### Lekkoatletyka
Kobiety
- Simone Meier - bieg na 1500 m - odpadła w eliminacjach,
- Franziska Rochat-Moser - maraton - nie ukończyła biegu,
- Kathrin Lüthi, Regula Scalabrin, Martha Grossenbacher, Helen Barnett-Burkart - sztafeta 4 × 100 m - odpadły w eliminacjach,
- Sieglinde Cadusch - skok wzwyż - 31. miejsce.

Mężczyźni
- Stefan Burkart

bieg na 100 m - odpadł w ćwierćfinale,
bieg na 200 m - odpadł w ćwierćfinale,
- Markus Hacksteiner - bieg na 1500 m - odpadł w eliminacjach,
- Danny Böltz - maraton - 55. miejsce,
- Pascal Charrière - chód na 50 km - 20. miejsce,
- Aldo Bertoldi - chód na 50 km - nie ukończył konkurencji,
- Werner Günthör - pchnięcie kulą - 4. miejsce,
- Christian Erb - rzut dyskiem - 27. miejsce,
- Beat Gähwiler - dziesięciobój - 21. miejsce.

### Pięciobój nowoczesny
Mężczyźni
- Peter Steinmann - indywidualnie - 16. miejsce,

### Pływanie
Kobiety
- Eva Gysling

50 m stylem dowolnym - 33. miejsce,
100 m stylem grzbietowym - 21. miejsce,
- Nathalie Wunderlich

100 m stylem grzbietowym - 32. miejsce,
200 m stylem grzbietowym - 16. miejsce,
200 m stylem zmiennym - 29. miejsce.
Mężczyźni
- Dano Halsall - 50 m stylem dowolnym - 16. miejsce,
- Stéfan Voléry

50 m stylem dowolnym - 25. miejsce,
100 m stylem dowolnym - 23. miejsce.

### Pływanie synchroniczne
Kobiety
- Claudia Peczinka - solo - 15. miejsce,
- Caroline Imoberdorf - solo - odpadła w eliminacjach,
- Rahel Hobi - solo - odpadła w eliminacjach,
- Caroline Imoberdorf, Claudia Peczinka - duety - 12. miejsce,

### Skoki do wody
Kobiety
- Catherine Maliev-Aviolat - trampolina 3 m - 27. miejsce,
- Yvonne Köstenberger - wieża 10 m - 22. miejsce,

### Strzelectwo
Kobiety
- Sabina Fuchs

karabin pneumatyczny 10 m - 17. miejsce,
karabiin małokalibrowy, trzy pozycje, 50 m - 17. miejsce,
- Gaby Bühlmann

karabin pneumatyczny 10 m - 26. miejsce,
karabiin małokalibrowy, trzy pozycje, 50 m - 28. miejsce,
Mężczyźni
- Toni Küchler - pistolet szybkostrzelny 25 m - 16. miejsce,
- Hans-Rudolf Schneider - pistolet szybkostrzelny 25 m - 16. miejsce,
- Andi Zumbach

karabin pneumatyczny 10 m - 35. miejsce,
karabin małokalibrowy, trzy pozycje, 50 m - 33. miejsce,
karabin małokalibrowy, leżąc, 50 m - 18. miejsce,
- Hansueli Minder - karabin pneumatyczny 10 m - 39. miejsce,
- Norbert Sturny

karabin małokalibrowy, trzy pozycje, 50 m - 24. miejsce,
karabin małokalibrowy, leżąc, 50 m - 50. miejsce,
Open
- Xavier Bouvier - trap - 46. miejsce,

### Szermierka
Mężczyźni
- Olivier Jacquet - szpada indywidualnie - 31. miejsce,
- André Kuhn - szpada indywidualnie - 40. miejsce,
- Daniel Lang - szpada indywidualnie - 57. miejsce,

### Tenis ziemny
Kobiety
- Manuela Maleeva-Fragnière - gra pojedyncza - 5. miejsce,
- Emanuela Zardo - gra pojedyncza - 33. miejsce,
- Manuela Maleeva-Fragnière, Emanuela Zardo - gra podwójna - 9. miejsce,

Mężczyźni
- Marc Rosset - gra pojedyncza - 1. miejsce,
- Jakob Hlasek - gra pojedyncza - 9. miejsce,
- Jakob Hlasek, Marc Rosset - gra podwójna - 5. miejsce,

### Wioślarstwo
Mężczyźni
- Xeno Müller - jedynki - 12. miejsce,
- René Gonin, Alexander Koch - dwójki podwójne - 11. miejsce,
- Christoph Küffer, Thomas Studhalter - dwójka bez sternika - 11. miejsce,
- Ueli Bodenmann, Alexander Rückstuhl, Beat Schwerzmann, Marc-Sven Nater - czwórka podwójna - 4. miejsce,

### Zapasy
Mężczyźni
- Hugo Dietsche - styl klasyczny waga do 62 kg - 8. miejsce,
- David Martinetti - styl klasyczny waga do 82 kg - 9. miejsce,
- Martin Müller - styl wolny waga do 62 kg - 7. miejsce,
- Ludwig Küng - styl wolny waga do 68 kg - odpadł w eliminacjach,

### Żeglarstwo
- Nicole Meylan-Levecque - windsurfing kobiety - 16. miejsce,
- Othmar Müller von Blumencron - klasa Finn - 6. miejsce,
- Bruno Zeltner, Jodok Wicki - klasa 470 mężczyźni - 20. miejsce,
- Andreas Bienz, Beat Stegmeier - klasa Star - 21. miejsce,
- Charles Favre, Markus Bryner - klasa Tornado - 13. miejsce,
- Jan Eckert, Piet Eckert - klasa Latający Holender - 8. miejsce,